# 成田マキホ
成田 マキホ（なりた まきほ、1945年 - ）は、青森県出身の漫画家、挿絵画家、アニメーター、キャラクターデザイナー。

## 略歴
- 1963年、虫プロダクションに入社。
- 1971年、独立。

## 作品リスト

### 漫画
- マイティジャック（小学一年生 1968年）※井上智と共作
- 怪獣総進撃（まんが王 1968年7月号付録）※井上智と共作
- 怪奇大作戦（小学一年生 1969年）※井上智と共作
- 空中都市008（小学一年生 1969年）※井上智と共作
- ウルトラセブン（たのしい幼稚園 1969年7月号 - 1971年5月号、1970年9月増刊号、1971年5月増刊号、ディズニーランド）
- 仮面ライダーたいジャガーマン（たのしい幼稚園 1972年7月号付録）
- トリプルファイター（たのしい幼稚園、おともだち、ディズニーランド 1972年）
- バビル2世（たのしい幼稚園）

### キャラクターデザイン
- サンダーマスク
- 正義のシンボル コンドールマン
- 超電磁ロボ コン・バトラーV

### アニメ原作
- ドンチャック物語
- 魔女っ子メグちゃん

## 師匠
- 手塚治虫